# Compsa amoena
Compsa amoena là một loài bọ cánh cứng trong họ Cerambycidae.